# SpongeBob's Boating Bash

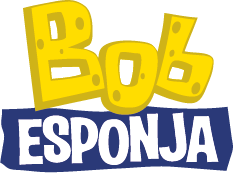
Bob Esponja

SpongeBob's Boating Bash es un videojuego de carreras basado en la serie de televisión de comedia animada SpongeBob SquarePants desarrollado por Impulse Games para Wii y por Firebrand Games para Nintendo DS, y publicado por THQ. Incluye personajes de SpongeBob SquarePants y es el primer juego de carreras de SpongeBob desde Nicktoons Winners Cup Racing.  También es el primer juego de Bob Esponja lanzado por Firebrand Games para Nintendo DS e ImPulse Games para Wii.  Es compatible con el Wii Wheel.  El juego presenta más de 100 opciones diferentes para personalizar un barco y se puede jugar con hasta 4 personas.  Aunque está en el género carreras, la mayoría de los modos del juego son comparables a un derby de demolición.

## Trama
En la Escuela de Navegación de la Sra. Puff, es la última prueba del año y Bob Esponja, como de costumbre, se las arregla para fallar horriblemente en su prueba de navegación. Mientras se sienta en los escalones de la entrada de la escuela, luciendo bastante deprimido, un tiburón llamado Seymour Scales llega fuera de la escuela en un autobús y encuentra a Bob Esponja sentado en la rampa de entrada. Seymour luego lo engaña con su "D.R.I.V.E." (Destrucción, Imprudencia, Deterioro, Velocidad, Escape). A medida que el jugador avanza en el juego, Bob Esponja desbloquea más amigos para registrarse. Después de los exámenes finales, Bob Esponja obtiene su licencia de navegación. Pero la Sra. Puff le informa que no es real.  Luego, Bob Esponja ve a Seymour subiendo a un camión e intentando escapar, luego de que Bob Esponja se da cuenta de que era una estafa.  Esto lleva a una batalla final, librada en vehículos, en la que gana Bob Esponja. Luego decide ir a la escuela de navegación de la Sra. Puff el próximo año y envían a Seymour a la cárcel.

## Elenco
- Tom Kenny como Bob Esponja
- Mary Jo Catlett como la Sra. Puff
- John O'Hurley como Seymour Scales
- Bill Fagerbakke como Patrick
- Carolyn Lawrence como Sandy
- Bob Joles como Don Cangrejo
- Tim Conway como Chico Percebe
- Mr. Lawrence como Plankton

## Clases de D.R.I.V.E.

### Destrucción
La clase Destrucción es la primera clase en las lecciones de D.R.I.V.E. de Seymour. Requiere que el jugador se estrelle contra los botes de los oponentes y recoja las partes que se producen a partir del choque.  En algunas pruebas, se requiere que el jugador alcance una cantidad determinada de piezas recolectadas.  En otros, el jugador tiene que terminar en el Top 3 para lograr una clasificación.

### Imprudencia
La segunda clase en el D.R.I.V.E. Esta clase requiere que el jugador se estrelle contra los barcos de los oponentes, lo que otorga puntos al jugador. En algunas pruebas, se requiere que el jugador logre un objetivo de puntaje establecido, mientras que en otras, el jugador debe ubicarse entre los 3 primeros para recibir una clasificación.

#### Velocidad imprudente
Velocidad imprudente es una variación de Temeridad y es una combinación de Temeridad y Velocidad, que es la cuarta clase de la serie D.R.I.V.E.  Reckless Velocity requiere que los jugadores completen una carrera dentro de un cierto límite de tiempo y también ganen una cierta cantidad de puntos para obtener una clasificación.

### Deterioro
El deterioro es la tercera clase en las lecciones de D.R.I.V.E. En esta clase, los jugadores deben eliminar a los oponentes dentro de un límite de tiempo establecido. Cuando el jugador choca con un jugador oponente, se forman estrellas alrededor de ese oponente y se detienen brevemente en la posición actual. Esto le da al jugador la oportunidad de aplastar repetidamente a ese oponente, eventualmente noqueándolo.

### Velocidad
La cuarta clase en el D.R.I.V.E.  lecciones  En Velocity, el jugador debe completar una carrera contra hasta siete oponentes lo más rápido posible.  Para lograr una clasificación, el jugador debe terminar en el Top 3.

### Escape
La clase final en las lecciones de D.R.I.V.E., el jugador debe noquear a los oponentes mientras lo persiguen activamente. El daño infligido a los oponentes aumenta enormemente, sin embargo, el daño infligido al jugador también aumenta. El escape se produce en oleadas, y al final de cada oleada, el coche del jugador se curará ligeramente, y la cantidad disminuirá en cada oleada. El jugador debe destruir tantos autos como sea posible, nuevamente para lograr una clasificación.